# オットー・フォン・ボーテンラウベン
オットー・フォン・ボーテンラウベン（ドイツ語：Otto von Botenlauben, 1177年 - 1245年以前）は、ヘンネベルク伯（在位：1206年 - 1234年）。ミンネジンガー。また、十字軍に参加し、修道院を創建した。

## 生涯
オットー・フォン・ボーテンラウベンは、ヘンネベルク伯ポッポ6世とその妻ゾフィー・フォン・アンデクスの四男である。最古の記録（1196年と1197年）では、オットーは自分自身をヘンネベルク伯と名乗っている。1206年、オットーはバート・キッシンゲン近くのボーテンラウベン城にちなんでボーテンラウベン伯を名乗った。その遺構は今日まで残されている。
オットーの存在は、1197年に皇帝ハインリヒ6世のイタリア遠征に参加した際に皇帝の宮廷にいたことで初めて確認される。その後、オットーは聖地へ旅し、エルサレム王国で軍歴を積み、そこで地位を得て成功し、1205年にエデッサ伯ジョスラン3世の娘ベアトリクス・ド・クルトネーと結婚した。オットーは妻の権利により継承した領地である「ジョスランの領地」をドイツ騎士団に売却し、ドイツに戻り、その後数年間、頻繁に宮廷に現れた。息子のオットーとハインリヒ、そして孫のアルブレヒトは聖職者となり、オットーの家系は後継者がいないまま断絶した。
オットーとその妻はベアトリクスは1231年にフラウエンロートのシトー会修道院を創建し、そこに夫妻は埋葬された。回廊は三十年戦争で破壊されたが、墓石は今も残されている。
オットーは、『マネッセ写本』で確認されるミンネジンガーの一人である。その作品は数少なく、恋愛詩が12曲、ライヒが1曲残されている。いくつかのストローフィが『ヴァインガルテン写本』と『小ハイデルベルク歌曲写本』に収録されており、後者にはニウネ（Niune）の名で収録されている。